# Merremia retusa
Merremia retusa är en vindeväxtart som först beskrevs av John Gilbert Baker, och fick sitt nu gällande namn av H. Manitz. Merremia retusa ingår i släktet Merremia och familjen vindeväxter. Inga underarter finns listade i Catalogue of Life.